# Street Fighter Alpha 2
Street Fighter Alpha 2, conocido como Street Fighter Zero 2 (ストリートファイターZERO 2 Sutorīto Faitā Zero Tsū?) en Japón, Asia y América del Sur, es un videojuego de lucha de la saga Street Fighter lanzado en 1996. Es continuación directa de Street Fighter Alpha, que a su vez se sitúa argumentalmente entre el primer y segundo Street Fighter, y por ello se denomina con la coletilla Zero en Japón y América Latina.
Esta continuación no es una simple extensión del primer Street Fighter Alpha, como sucedía con los juegos de la serie Street Fighter II. Capcom desarrolló un juego nuevo, con el mismo estilo gráfico pero sustancialmente mejorado, con personajes y escenarios nuevos. Los sprites de los personajes que regresan del primer Street Fighter Alpha se mantienen, aunque con mejoras en la animación.

## Características y sistema de juego
Street Fighter Alpha 2 conserva la mayoría de las características de Street Fighter Alpha, como la barra de Super Combo de tres niveles, los Alpha Counters, el bloqueo de ataques en el aire y la recuperación rápida cuando un personaje es derribado.
La principal característica nueva es el sistema Custom Combo (Original Combo en Japón), que reemplaza los Chain Combos del primer Alpha. Si la barra de Super Combo alcanza el nivel 1 o más alto, el jugador puede iniciar un Custom Combo presionando dos botones de golpe y un botón de patada o un botón de golpe y dos de patada, lo cual inicia el contador de tiempo del Custom Combo. El jugador entonces puede encadenar cualquier serie de ataques básicos o movimientos especiales hasta que el contador de tiempo del Custom Combo se agote. Los personajes Guy y Gen pueden ejecutar Chain Combos, pero de manera limitada.
Cada personaje tiene dos Alpha Counters en lugar de uno solo, uno que se ejecuta con un botón de golpe y otro que se ejecuta con un botón de patada.
El modo de un jugador consiste en ocho contra oponentes controlados por el CPU, que incluyen a un jefe final que depende del personaje elegido por el jugador. Cada personaje tiene «rival» que pueden enfrentar a lo largo del modo de un jugador, después de cumplir con ciertos requisitos, en un encuentro que incluye líneas de diálogo entre los personajes antes de iniciar.
Akuma es ahora un personaje seleccionable, pero existe una versión más poderosa del personaje denominada «Shin Akuma» que aparece como un oponente secreto. A diferencia de Super Turbo y el primer Alpha, Shin Akuma aparece antes del jefe final en lugar de ser un jefe final alternativo.

## Desarrollo del juego
De acuerdo con Shinji Mikami, planificador en jefe de Capcom:
Cuando estábamos tratando de que el balance (del sistema de juego) de Alpha 2 fuera el correcto sólo nos concentramos en Alpha 2. Ese es el importante. En realidad no tenemos que lograr el mismo daño (causado por los ataques) que en Alpha. En Alpha 2 fueron agregados algunos personajes nuevos así que para mantener el balance del juego tuvimos que incrementar el daño de los ataques normales. En adición a lo anterior, esta ocasión con Alpha 2 quisimos enfocarnos en la importancia de los ataques normales y no únicamente de los especiales.
Street Fighter Alpha 2 se reveló por primera vez en el AOU Show de Tokio, Japón, en febrero de 1996.
Tanto Group TAC como Manga Entertainment/A.P.P.P. crearon OVAs basados en el juego, tituladas Street Fighter Zero Movie (2000) y Street Fighter Alpha: Generations (2005), respectivamente, ambas coproducidas por Kaoru Mfaume. Todos los personajes excepto Gen y Dan tienen apariciones en la serie de dibujos animados Street Fighter (1995).

## Versiones

### Arcade
Street Fighter Alpha 2 fue lanzado con el título Street Fighter Zero 2 in Japón, Asia, América del sur. Las versiones para América del norte y Europa de Alpha 2 incluyen tres personajes adicionales: Evil Ryu y dos versiones alternativas de Dhalsim y Zangief conocidas como «versiones EX», que tienen los mismos movimientos que en la serie Street Fighter II pero no tienen acceso a la barra de Super Combo. Estos tres personajes fueron elegidos por Capcom USA.
Capcom lanzó en Japón, Asia y América del sur una versión actualizada de Zero 2 titulada Street Fighter Zero 2 Alpha. Esta versión incluye a Zangief y Dhalsim, así como versiones EX de Ryu, Ken, Chun-Li (con su atuendo de Street Fighter II), Sagat y M. Bison. Los Custom Combos ahora se ejecutan presionando un botón de golpe y uno de patada de la misma fuerza al mismo tiempo y requieren media barra de Super Combo para usarse, algunos personajes tienen movimientos nuevos, la banda sonora tiene arreglos nuevos, se tiene un modo de supervivencia y un modo Dramatic Battle de combates de dos contra uno, similar al encuentro secreto «Ryu y Ken vs Bison» de Alpha.

### Versiones caseras
- Street Fighter Alpha 2 tuvo conversiones para PlayStation y Sega Saturn en 1996. La versión para PlayStation tiene una banda sonora con arreglos (XA-Audio), mientras que la versión de Saturn usa una banda sonora con arreglos en formato ADPCM. Ambas versiones incluyen a Shin Akuma como personaje elegible mediante un código secreto, así como a Chun-Li con su atuendo de Street Fighter II. La versión de Saturn además tiene disponibles a Evil Ryu, EX Dhalsim y EX Zangief, un modo de supervivencia y una galería de arte. La versión de PlayStation fue relanzada en América del norte para PSP y PlayStation 3 a través de la PlayStation Network en junio de 2009.
- La conversión para Super Nintendo también fue lanzada en 1996. Debido a que las distribuidoras como Capcom estaban aumentando su atención a consolas de videojuegos basadas en CD, fuera de Japón esta versión fue distribuida por Nintendo.[7] El cartucho de esta versión usa el chip S-DD1 chip para descomprimir gráficos «en tiempo real»,[8] pero a pesar de ello se presentan tiempos de carga entre partidas, mientras los sonidos son cargados al chip de sonido. Sólo tiene como personajes adicionales a Evil Ryu, Chun-Li con su atuendo de Street Fighter II y Shin Akuma.[9] Esta versión fue relanzada para la Consola Virtual en América del norte el 7 de diciembre de 2007,[10] en 2009 en la región PAL, en 2010 para Wii, y para Wii U el 22 de mayo de 2014 en América del norte y el 2 de octubre de 2014 en la región PAL.
- Una versión para Windows fue lanzada en 1997, basada en la conversión para PlayStation pero con la banda sonora original de la versión arcade. Esta versión se vendió en Japón en paquete junto con Alpha.
- Una versión para consolas caseras de Street Fighter Zero 2 Alpha fue lanzada con el título Street Fighter Alpha 2 Gold en América del norte, Street Fighter Alpha 2 (Prime) en Europa y Street Fighter Zero 2 (Dash) en Japón, como parte de Street Fighter Collection, una compilación para PlayStation y Sega Saturn que también incluye Super Street Fighter II y Super Street Fighter II Turbo. Alpha 2 Gold tiene la mayoría de las características de la versión arcade de Zero 2 Alpha, con la excepción del modo de combate de dos contra uno Dramatic Battle. Además de incluir a todos los personajes presentes en versiones previas, se agrega a Cammy como un personaje escondido, basada en su aparición en X-Men vs. Street Fighter. También tiene el «Akuma Mode», donde el jugador lucha contra Shin Akuma inmediatamente. Esta versión fue relanzada en Japón como un juego independiente como parte de las líneas de juegos con descuento «PlayStation the Best» y «Satakore».
- En 2006 se lanzó la compilación de PlayStation 2 Street Fighter Alpha Anthology con la versión arcade de Alpha 2, así como Alpha 2 Gold, que incluye a Cammy como personaje elegible. Ambos juegos cuentan con los modos Dramatic Battle y supervivencia. La versión japonesa, Street Fighter Zero: Fighters' Generation, incluye las versiones arcade de Zero 2 y Zero 2 Alpha, así como las versiones norteamericanas de Alpha 2 y Zero 2 (Dash), con Cammy como personaje elegible, como juegos escondidos.
- Una versión para Windows fue relanzada en GOG.com en 2012.
- Street Fighter Alpha 2 fue convertido para PlayStation 4, Xbox One, Steam y Nintendo Switch como parte de Street Fighter 30th Anniversary Collection en mayo de 2018. Esta es una reproducción perfecta de la versión arcade, sin las características de las versiones caseras anteriores, ni incluye Alpha 2 Gold.

## Personajes
Además de los trece originales del primer Street Fighter Alpha, se agregan ocho personajes nuevos para la serie Alpha, la mayoría originarios de otros juegos de Street Fighter y de Final Fight, para un total de dieciocho jugadores seleccionables. Sakura aparece por primera vez en este juego.
| Personaje               | Origen                        | Escenario y Países                        | Voces               |
| ----------------------- | ----------------------------- | ----------------------------------------- | ------------------- |
| Ryu                     | Street Fighter                | Japón, castillo Suzaku                    | Katashi Ishizuka    |
| Chun-Li                 | Street Fighter II             | China, Avenida Chang'an                   | Yuko Miyamura       |
| Charlie (Nash en Japón) | Street Fighter Alpha          | Estados Unidos, autopista de Detroit      | Toshiyuki Morikawa  |
| Ken                     | Street Fighter                | Estados Unidos, Bahía de San Francisco    | Tetsuya Iwanaga     |
| Guy                     | Final Fight                   | Estados Unidos, ciudad de Escondido       | Tetsuya Iwanaga     |
| Birdie                  | Street Fighter                | Inglaterra, metro de Londres              | Wataru Takagi       |
| Sodom                   | Final Fight                   | Estados Unidos, El Paso                   | Wataru Takagi       |
| Adon                    | Street Fighter                | Tailandia, orillas del río Chao Phraya    | Wataru Takagi       |
| Rose                    | Street Fighter Alpha          | Italia, puerto de Génova                  | Yuko Miyamura       |
| Sagat                   | Street Fighter                | Tailandia, ruinas del templo de Ayutthaya | Miki Shinichiro     |
| Bison (Vega en Japón)   | Street Fighter II             | Shadaloo sobre un VTOL, Brasil            | Tomomichi Nishimura |
| Akuma (Gouki en Japón)  | Super Street Fighter II Turbo | Japón, isla de Gokuento                   | Tomomichi Nishimura |
| Dan                     | Street Fighter Alpha          | Hong Kong, templo callejero               | Osamu Hosoi         |
| Zangief                 | Street Fighter II             | Rusia, acería Bilsk                       | Wataru Takagi       |
| Dhalsim                 | Street Fighter II             | India, orillas del río Ganges             | Yoshiharu Yamada    |
| Rolento                 | Final Fight                   | Estados Unidos, Nueva York                | Jin Yamanoi         |
| Gen                     | Street Fighter                | China - Shanghái                          | Wataru Takagi       |
| Sakura                  | Primera aparición             | Japón, Setagaya                           | Yuko Sasamoto       |

### Personajes ocultos
Además de los dieciocho personajes seleccionables, existen personajes ocultos que son variaciones de los personajes originales, así como Cammy, que está disponible únicamente en la conversión del juego Street Fighter Alpha 2 Gold.
| Personaje                        | Origen                  | Países y Escenarios                       | Voces               |
| -------------------------------- | ----------------------- | ----------------------------------------- | ------------------- |
| EX Ryu                           | Street Fighter          | Japón, castillo Suzaku                    | Katashi Ishizuka    |
| EX Chun-Li                       | Street Fighter II       | China, Pekín                              | Yuko Miyamura       |
| EX Ken                           | Street Fighter II       | Estados Unidos, Bahía de San Francisco    | Tetsuya Iwanaga     |
| EX Sagat                         | Street Fighter          | Tailandia, ruinas del templo de Ayutthaya | Miki Shinichiro     |
| EX Bison (EX Vega en Japón)      | Street Fighter II       | Shadaloo sobre un VTOL, Brasil            | Tomomichi Nishimura |
| EX Zangief                       | Street Fighter II       | Rusia, acería Bilsk                       | Wataru Takagi       |
| EX Dhalsim                       | Street Fighter II       | India, orillas del río Ganges             | Yoshiharu Yamada    |
| Evil Ryu                         | Primera aparición       | Japón, castillo Suzaku                    | Katashi Ishizuka    |
| Shin Akuma (Shin Gouki en Japón) | Primera aparición       | Japón, isla de Gokuento                   | Tomomichi Nishimura |
| Cammy                            | Super Street Fighter II | Inglaterra Venezuela, Salto la Llovizna   | Akiko Kōmoto        |

Evil Ryu se observa en el final de Bison donde es controlado por este, es un Ryu mejorado.